# Dysderina speculifera
Dysderina speculifera är en spindelart som beskrevs av Simon 1907. Dysderina speculifera ingår i släktet Dysderina och familjen dansspindlar. Inga underarter finns listade i Catalogue of Life.